# Eparchie Astana und Almaty
Die Eparchie Astana und Almaty (kasachisch Астана және Алматы епархиясы, russisch Астанайская и Алматинская епархия) ist eine Eparchie der Russisch-Orthodoxen Kirche in Kasachstan. Sie ist Mitglied des Metropolitanbezirks Kasachstan. Die 1945 gegründete Eparchie umfasst die Städte Astana und Almaty sowie das Gebiet Almaty.
Seit dem 5. März 2010 ist Alexander Gennadjewitsch Mogilew Metropolit von Astana und Almaty. Die Domstadt der Eparchie ist die kasachische Hauptstadt Astana, in der sich mit der Mariä-Entschlafens-Kathedrale die erste Kathedrale befindet. Die Christi-Himmelfahrt-Kathedrale ist die zweite Kathedrale der Eparchie und befindet sich in Almaty.

## Geschichte
Im Jahr 1871 wurde die Eparchie Turkestan mit seinem Zentrum in Werny (heute Almaty) gebildet.
Am 5. Juni 1945 wurde die Eparchie Almaty als einzige in Kasachstan gegründet. Am 31. Januar 1991 wurde sie in drei getrennte Eparchien aufgeteilt: Alma-Ata-Semipalatinsk, Uralsk-Aqtöbe und Schymkent-Astana.
Im Jahr 1999 wurde unter Berücksichtigung des Status der Hauptstadt Astana die Eparchie Alma-Ata-Semipalatinsk in die Eparchie Astana und Almaty umbenannt. Das Gebiet der neuen Eparchie umfasste sechs Verwaltungseinheiten der Republik Kasachstan: die Städte Astana und Almaty, das Gebiet Almaty, Ostkasachstan, das Gebiet Pawlodar und das Gebiet Qaraghandy.
Am 6. Oktober 2010 wurden aus der Eparchie die Gebiete Pawlodar, Ostkasachstan und Qaraghandy herausgelöst, da die beiden neuen Eparchien in Pawlodar und Qaraghandy eingerichtet wurden.